# El Vergel, Sinaloa
El Vergel är en ort i Mexiko.   Den ligger i kommunen Navolato och delstaten Sinaloa, i den västra delen av landet, 1 100 km nordväst om huvudstaden Mexico City. El Vergel ligger 8 meter över havet och antalet invånare är 888.
Terrängen runt El Vergel är mycket platt. Runt El Vergel är det ganska tätbefolkat, med 155 invånare per kvadratkilometer. Närmaste större samhälle är Navolato, 11,2 km nordost om El Vergel. Trakten runt El Vergel består till största delen av jordbruksmark.